# 툴리-피셔 관계

나선은하와 렌즈형은하에서 나타나는 툴리-피셔 관계.

툴리-피셔 관계(Tully-Fisher Relation)는 R. 브렌트 툴리(R. Brent. Tully)와 J. 리처드 피셔(J. Richard Fisher)가 1977년에 발표한 경험법칙이다. 이는 나선 은하의 (별의 질량에 비례하는)고유 광도와 이 은하의 속도폭(회전속도 곡선의 폭) 사이의 경험적인 관계를 나타낸 것이다. 광도는 단위 시간 당 은하에서 방출되는 빛 에너지의 양을 말하며, 은하와의 거리를 알 때 광도는 은하의 겉보기 밝기를 이용하여 측정할 수 있다. 또한 속도폭은 긴 슬릿을 이용한 분광학(long-slit spectroscopy)을 이용한 스펙트럼선의 이동 정도 또는 그 폭을 통해 측정할 수 있다.
또 중입자 툴리-피셔 관계(Baryonic Tully-Fisher Relation)라는 용어는 은하의 중입자의 질량을 고려하였을 때 사용된다. 이는 광도만으로부터 추론된 질량 값에 반대된다.
광도와 속도폭 사이의 양적인 관계는 광도가 측정이 되었을 때 파장 길이의 함수이다. 그러나 대략적으로 광도는 회전속도의 네제곱에 비례한다.
이 관계로 관측하기 어려운 고유 광도를 비교적 쉽게 관측할 수 있는 속도로부터 계산하는 것이 가능하게 된다. 관측된 실시등급의 이용과 역제곱 법칙을 적용한 대상에 대한 거리에 대해 추정할 수 있다. 천문학 용어로 이러한 거리측정은 '2차 표준촉광'으로 알려져있다.
은하 안에서의 항성의 내부 역학은 중력에 의해 작동된다. 이러한 이유로 은하 회전속도 곡선의 폭은 은하의 질량에 비례한다. 툴리-피셔 관계는 (광도가 일정한)은하의 질량과 (회전속도 곡선의 진폭이 일정한)총 중력적 질량 사이의 밀접한 관계의 직접적인 관측이라 할 수 있다.
이 관계는 첫번째 표준촉광을 이용하여 측정하고 보정한다.
또 이 관계는 일반적인 자전을 하지 않는 타원 은하에 관해서는 적용되지 않는다. 그러나 이에 관한 유사한 방법이 존재하는데 페이버-잭슨 관계와 기본평면 등이 있다.
이 경험적 관계의 존재에 관한 하나의 잠재적인 설명은 수정된 뉴턴 역학(MOND) 이론이라고 불리는 것에 있다.

## 같이 보기
- 거리 지수
- 우주 거리 사다리
- 기본 평면
- 페이버-잭슨 관계

## 참조
- Kuhn, Karl F., In Quest of the Universe. ISBN 0-314-02393-3.
- 2003 C-level Astronomy Presentation[깨진 링크(과거 내용 찾기)] for Science Olympiad (Microsoft PowerPoint format, openable in OpenOffice.org)
- Tully, R. B.; Fisher, J. R., A new method of determining distances to galaxies. (pdf) Astronomy and Astrophysics, vol. 54, no. 3, Feb. 1977, p. 661-673. (abs)